# Fernell Franco
Fernell Franco (20. června 1942 Versalles (Valle del Cauca) – 2. ledna 2006 Cali) byl kolumbijský fotograf, průkopník na poli umělecké fotografie v zemi.

## Životopis
Kvůli oboustrannému násilí, které se v té době odehrálo v Kolumbii, byl Franco a jeho rodina nuceni emigrovat do města Cali. Franco je považován za jednoho z prvních kolumbijských umělců vysídlených násilím.
Jeho zájem o fotografii vznikl, když v roce 1963 začal pracovat jako messenger pro fotografické studio Foto Arte Italia, což ho přivedlo k nákupu fotoaparátu a fotografování. Jednou z jeho prvních prací jako fotografa bylo zaznamenávání chodců na mostě Ortiz v Cali a pořizování fotografií totožnosti pro národní registr. Později začal pracovat jako asistent a spolupracovat s deníkem El País de Cali. V roce 1965 začal pracovat v Diario de Occidente, kde se věnoval novinářské fotografii až do roku 1970, kdy se rozhodl věnovat reklamní fotografii, pracoval pro agenturu Hernán Nichols po boku Carlose Duqueho.  V agentuře začal pracovat jako módní fotograf a čerpal z prací, které viděl v časopisech jako Vogue. Souběžně s prací v reklamě začal Franco pracovat na své první sérii uměleckých fotografií s názvem „Prostitutes“.
V roce 1973 byl jmenován vedoucím fotografického oddělení časopisu Cromos v Bogotě, kde pracoval na různých projektech, ale brzy odešel.
V roce 1976 získal uznání na Národním salonu umělců Kolumbie za fotografii ze série „Interiéry“. Další série, které pořídil, byly „Demolitions“ a „City Albums“. Mezi ocenění, která obdržel, patří ta, kterou vyhrál na First Havana Art Biennial v roce 1984 a kolumbijské fotografické ocenění Premio Colombiano de Fotografía v roce 2001.
V roce 1972 uspořádal výstavu se sérií fotografií o prostitutkách ve městě Cali, která byla v roce 2011 posmrtně revidována pro účast na PhotoEspaña. Část této série je součástí sbírky Muzea královny Sofie.

## Dílo
Francova práce se věnuje především problémům, kterými město Cali procházelo od 70. let 20. století. Jeho první výstava se konala v Ciudad Solar v roce 1972, kde představil sérii Prostitutas. Ciudad Solar byl nezávislý kulturní prostor provozovaný členy Cali Group, který se stal důležitým uměleckým centrem ve městě. Tato série dokumentovala ženy pracující jako prostitutky ve městě Buenaventura v Kolumbii. Inovativní na fotografiích byl způsob prezentace modelů a manipulace s obrázky. Franco zasahoval do fotografií, vytvářel montáže, které vyvolávaly filmové efekty a části snímků přeexponoval. Původní myšlenkou výstavy bylo prezentovat obrazy spolu se zvukem salsy v pozadí výstavy.

## Výstavy
- Fernell Franco: Bound, Americas Society, New York (17. září 2009 – 23. ledna 2010)[6][7]
- Fernell Franco. Cali clair-obscur, Fondation Cartier pour l'art contemporain, Paříž (6. února – 5. června 2016)[8]
- Young Art Salon, Zea Museum, Medellin, Kolumbie, 1975
- Petter Eggen Gallery, Cali, Kolumbie, 1975
- Hala umělců Valle del Cauca. Cali, Kolumbie, 1975
- National Salon – Artistic April, University of Antioquia, Medellin, Kolumbie, 1975